# Bożena Walencik
Bożena Walencik (ur. 1956) – polska dokumentalistka przyrody, dźwiękowiec, reżyserka, niezależna scenarzystka – autorka komentarzy, montażystka filmów przyrodniczych, popularyzatorka Natury. Związana z Białowieżą.
Wspólnie z mężem Janem Walencikiem realizuje przedsięwzięcia związane z popularyzacją przyrody, są to m.in.: filmy, seriale telewizyjne i publikacje albumowe. Tematycznie głównie związane z przyrodą Podlasia w szczególności z Puszczą Białowieską. Razem przygotowali ponad pięćdziesiąt filmów o tematyce przyrodniczej.

## Publikacje
- Saga prastarej puszczy. Opowieść filmowa[5], album, Żubrowa 10 Jan Walencik, Białowieża 2016, ISBN 978-83-930136-2-3[6][7][8][9].

## Filmy i seriale telewizyjne
- Naturalnie... nie ma jak Lubelskie – film dokumentalny o lubelskich parkach krajobrazowych (2018)[10]
- W trosce o bagna – dokumentalna ballada filmowa o unikalnej wartości bagien i przyrody Biebrzańskiego Parku Narodowego (2016)[11]
- Saga prastarej puszczy – 10-cio odcinkowy fabularyzowany serial przyrodniczy. Każdy z filmów opowiada o losach jednego, konkretnego bohatera zamieszkującego Puszczę Białowieską (czas realizacji 2000–2009)[12], Telewizja Polska 2012 – 3 x DVD EAN 5-902600-067672, 2016 3 x Blu-ray EAN 5-902600-069676:
Opowieść o wilku. Nie ma jak stado (2009)
Opowieść o mrówce. Samotność w tłumie (2009)
Opowieść o kruku. Skaza odmieńca (2009)
Opowieść o żubrze. Cywilizowanie dzikości (2009)
Opowieść o żuku. Potęga karła (2009)
Opowieść o dziku. Cena niezależności (2009)
Opowieść o nornicy. Niezwyczajna zażyłość (2009)
Opowieść o bobrze. Nieosiągalna arkadia (2009)
Opowieść o sóweczce. Prawo drapieżnika (2009)
Opowieść o rysiu. Wbrew naturze (2009)
- Powrót bobra, z serii dokumentalnej Tajemnice przyrody (Baltic secrets) (2001)[13]
- Niepokonany wilk, z serii dokumentalnej Tajemnice przyrody (Baltic secrets) (2001)[13]
- Wody śródlądowe, z serii dokumentalnej Żyjąca Europa. cz. III (1998)
- Ostatnie pierwotne lasy, z serii dokumentalnej Żyjąca Europa. cz. II (1998)
- Puchalszczyzna (1996) – opowieść filmowa poświęcona pionierowi polskiej fotografii i filmu przyrodniczego Włodzimierzowi Puchalskiemu[14]. Motywem przewodnim jest podróż do miejsca opisanego w jednym z albumów Zielonej serii. Film zrealizowany w konwencji podobnej do serialu Tętno pierwotnej puszczy.
- Tętno pierwotnej puszczy – pierwszy polski 5-cio odcinkowy serial dokumentalny poświęcony przyrodzie obszaru Puszczy Białowieskiej (czas realizacji 1993–1995)[15], Telewizja Polska – (I) 1995 VHS; (II) 2015 DVD EAN 5-902600-069256, Blu-ray EAN 5-902600-069263:
Wielki dom (1995)
Niekończący się wyścig (1995)
Olbrzymy i karły (1995)
Nie tylko kły i pazury (1995)
Żywa sieć (1995)

## Filmoteka
- Saga prastarej puszczy – fabularyzowany serial przyrodniczy, każda część serii poświęcona jest innemu mieszkańcowi Puszczy Białowieskiej, Telewizja Polska (2009)

## Fonoteka
- Mazurek słucha: Bożeny i Jana Walencików – audycja radiowa Roberta Mazurka w Programie Drugim Polskiego Radia (26.12.2020)